# 運歩色葉集
『運歩色葉集』（うんぽいろはしゅう）は、室町時代に編纂されたいろは引きの国語辞典。天文17年（1548年）序。著者は明らかでない。もと3巻。
収録語彙数が多く、百科事典的な特色を持つ。当時の俗語を多数含むため、室町時代の語彙資料して重要である。

## 概要
『運歩色葉集』の見出し語は漢字で示され、読みの最初の文字のイロハ順によって配列される。読みは片仮名で示す。同じ仮名ではじまる語は、まず漢字2字の語から並べ、ついで3字、4字以上と並べる。その後に員数（数に関する語彙）、漢字1字の語、付録的な内容を記す。おなじ字数の語は同じ漢字で始まる語を一箇所にまとめて記す。『節用集』などと異なって意味による部門をたてていない。
イロハの各文字の見出しを万葉仮名で示す。ヰ・エ・オはなく、それぞれイ・ヱ・ヲに統合されている。本来は3冊からなり、上冊がイからカまで、中冊がヨからテまで、下冊がアからスまでだった。
動植物の類はイロハ順では載せず、巻末に意味によって「魚名・鳥名・獣名・虫名・花木名・草花名」に分類して載せる。
約17000語を収録する。元亀二年本は16603語で、うち4204語については読みのほかに注記を有する。
寺社などの創設年について、書かれた当時から逆算した年数を記している。たとえば、「石山」の項には「天平勝宝二年」の成立とし、当時までの年数を「至天文十六年丁未七百九十八年也」のように記している。このために天文16年から17年にかけて著されたことがわかる。
とくにヨからナまでに関して、弘治二年本類節用集（印度本）との関連性が高い。
行阿『仮名文字遣』を主要な典拠として使っているほか、和漢の多様な書物を出典として引く。また、『御成敗式目』のほとんどの語彙を収めている。
著者は不明だが、『八幡愚童訓』のような特殊な書物が出典にあげられていることを根拠に川瀬一馬は石清水八幡宮の僧侶かとした。相澤貴之は基本的にこの説を肯定し、聯句の参考書としての性格を持つとする仮説を提示している。

## 諸本
『運歩色葉集』はあまり広く行われなかった。写本によって伝えられ、印刷されることはなかった。古い写本には以下の4種がある。
| 京都大学蔵元亀二年(1571)写本   | 3冊。最も古く、信頼すべき本文という。                                                                    |
| 静嘉堂文庫蔵本                 | 室町時代末期の本で、乾冊（イからクまで）と坤冊（ヤからスまで）の2冊に分かれるが、本来は3冊だったらしい。 |
| 西来寺蔵天正十五年(1587)本     | 第1冊（イからカまで）が残る。                                                                            |
| 京都大学蔵天正十七年(1589)写本 | 3冊のうち第1・2冊（イからテまで）が残る。                                                                |

江戸時代の写本は静嘉堂文庫蔵本を元にしている。